# 가와조에촌 (와카야마현)
가와조에촌(川添村)은 와카야마현 니시무로군에 있던 촌이다. 현재의 시라하마정 동쪽 끝에 해당한다.

## 역사
- 1889년 4월 1일 - 정촌제 시행에 의해 12개촌의 구역을 확장해 니시무로군 가와조에촌이 성립하였다.
- 1956년 9월 30일 - 히키정, 미마이촌, 히키촌이 합병해 히카가와정이 성립하였다.

## 참고문헌
- 角川日本地名大辞典 30 和歌山県